# Roms skövling (1527)
Roms skövling (italienska Sacco di Roma) ägde rum mellan den 6 och 13 maj 1527 och innebar att kejsar Karl V:s legoknektar skövlade, brände och plundrade Rom. Stadens invånarantal halverades; före skövlingen hade den 85 000 invånare. Skyddad av Schweizergardet flydde påven Clemens VII genom en hemlig gång, il Passetto, till Castel Sant'Angelo. 
Den 5 maj 1527 uppenbarade sig framför Roms portar en kejserlig armé, bestående av bortåt 20 000 man, under högsta befäl av Charles III, hertig av Bourbon. Styrkan utgjordes till största delen av tyska landsknektar som hörsammat fältöversten Georg von Frundsbergs maning att tåga till Rom och tukta påven. Förutom tyskarna bestod skaran av spanjorer och italienare. Själv hade von Frundsberg endast kunnat föra dem till Bologna, där han dog i ett slaganfall i samband med ett myteri som utgick från de spanska soldaterna.
Styrkan tågade efter von Frundsbergs död vidare mot Rom. På kvällen den 6 maj var staden i deras händer – endast med undantag av Castel Sant'Angelo, dit Clemens VII tagit sin tillflykt. Rom, en stad som i århundraden samlat på sig omätliga skatter, plundrades nu skoningslöst i åtta dagar. En av befälhavarna för landsknektarna, Sebastian Schärtlin von Burtenbach, berättar om skövlingen i sin levnadsbeskrivning: "Den 6:te dagen i May hafva vi med storm intagit Rom, omkr. 6,000 man däri ihjälslagit, plundrat hela staden, i alla kyrkor och ofvan marken tagit, hvad vi funnit, afbränt en stor del af staden."
Efter den tidens krigsrätt utgjordes bytet inte endast av gods och ägodelar utan också av Roms invånare, som utsattes för otaliga övergrepp, särskilt från de spanska och italienska soldaternas sida. Inte minst kvinnorna drabbades, inklusive romarinnorna ur de högsta klasserna, och många våldtäkter begicks under skövlingen.
Även de höga prelaterna blev måltavlor för övergreppen. Kardinal Thomas Cajetanus, känd för att sina insatser för att bekämpa Martin Luthers läror, rycktes av de tyska landsknektarna genom gatorna, "än framdriven med sparkar, än omkringburen med en bäraremössa på huvudet", tills han lyckats samla ihop en stor lösensumma.
Begreppet "sacco di Roma" kan ibland även avse visigoternas plundring av Rom år 410 eller vandalernas skövling av staden år 455.